# Santpoort

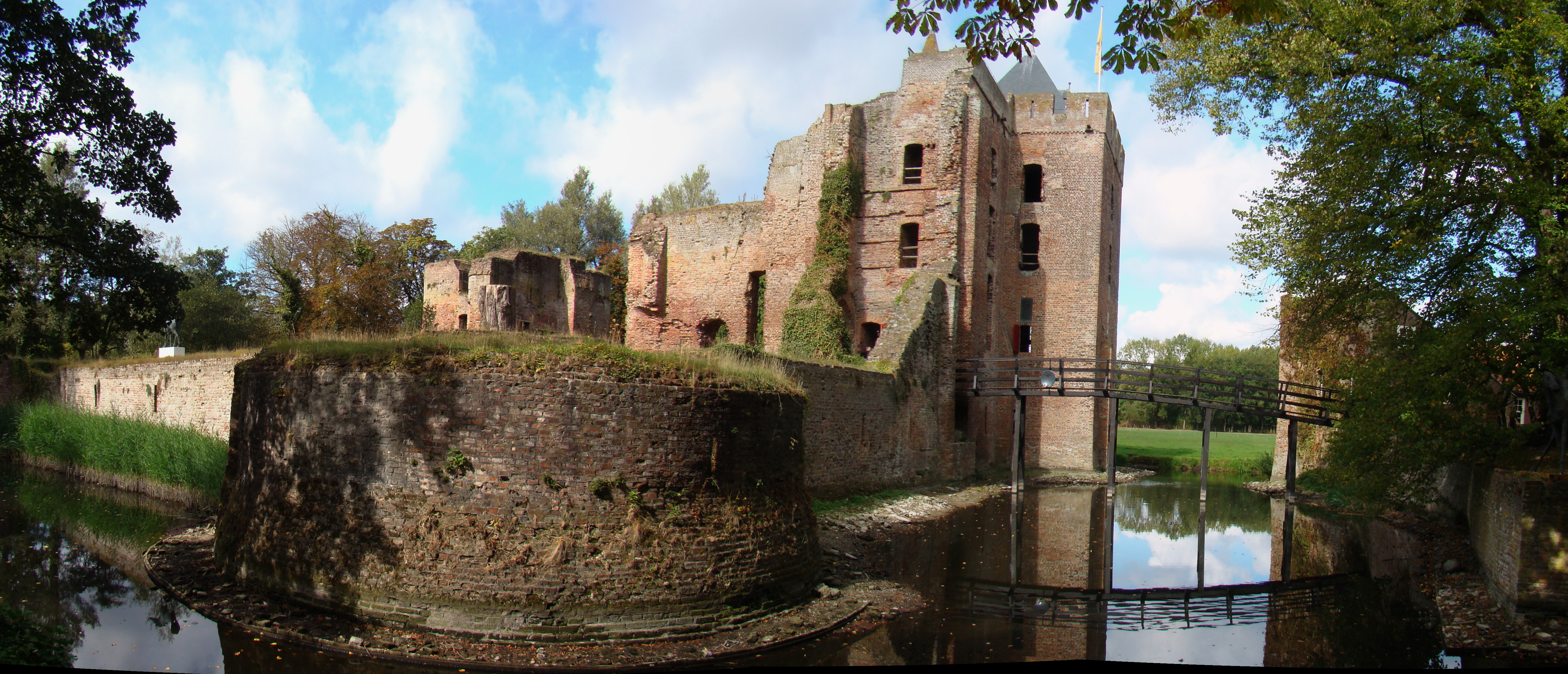
Santpoort: le rovine del Castello Brederode

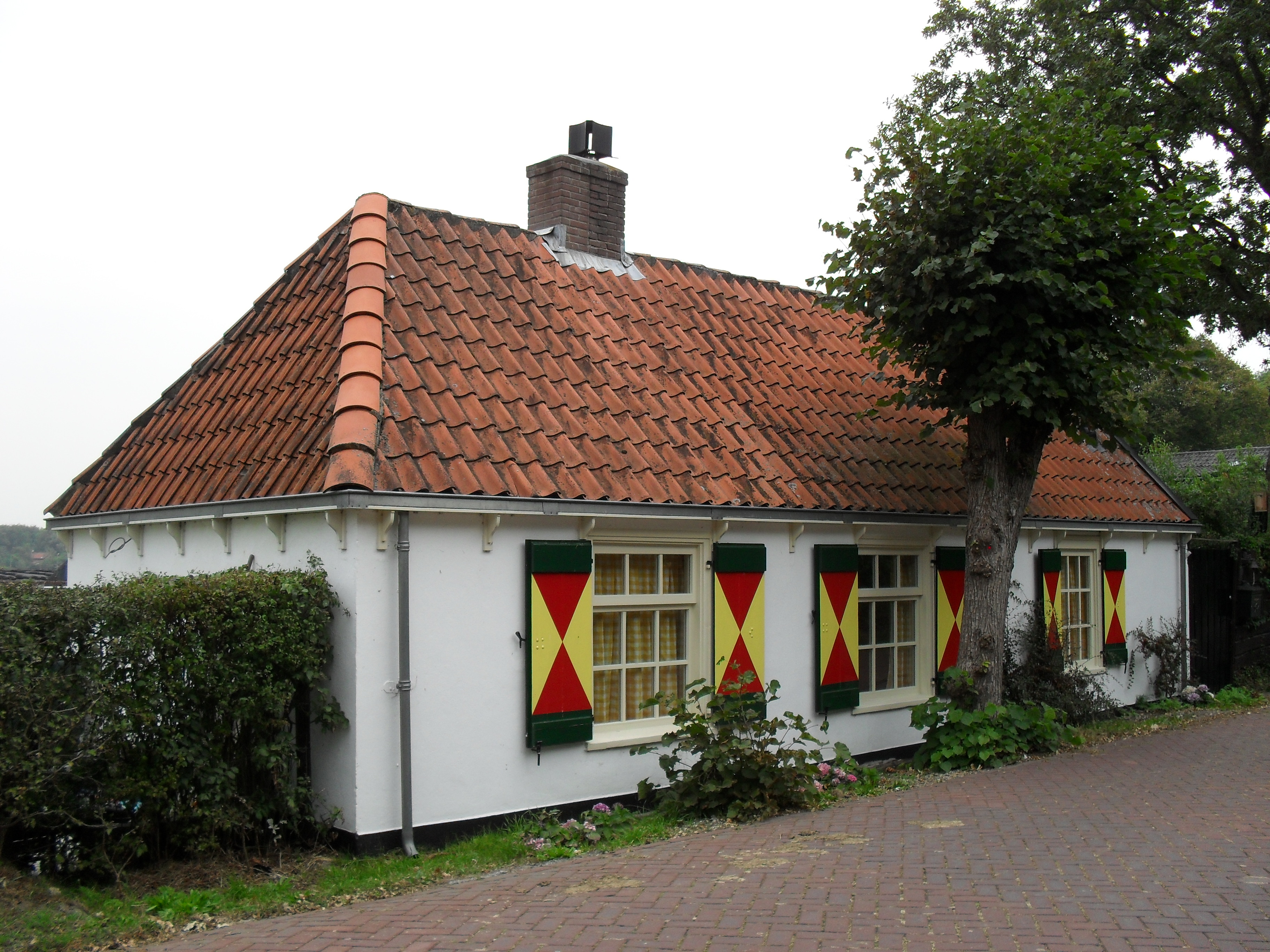
Edificio classificato come rijksmonument a Santpoort-Zuid

Santpoort  è una località di circa 10 000 abitanti del nord-ovest dei Paesi Bassi, facente parte della provincia dell'Olanda Settentrionale e situata nella regione del Kennemerland. Dal punto di vista amministrativo, si tratta di una frazione del comune di Velsen, formalmente suddivisa in due distinti centri abitati, Santpoort-Noord e Santpoort-Zuid.

## Geografia fisica

### Collocazione
Santpoort si trova nella parte sud-occidentale della provincia dell'Olanda Settentrionale, tra Haarlem e Heemskerk (rispettivamente a nord della prima e a sud della seconda) e a circa 3,5 km a nord di Bloemendaal.

### Suddivisione amministrativa
- Santpoort-Noord[1]
- Santpoort-Zuid[1]

## Società

### Evoluzione demografica
Santpoort conta una popolazione di circa 10 200 abitanti, di cui circa 7 000 risiedono a Santpoort-Noord e circa 3 200 a Santpoort-Zuid.

## Storia
il nome deriva da latina Sancta Porta perche in Medioevo fu collegata ai cammino dei pellegrini.

## Monumenti e luoghi d'interesse

### Castello Brederode
A Santpoort-Zuid, si trovano le rovine del castello Brederode, risalente al 1282 e residenza del casato di Brederode.

### Cimitero De Biezen
A Santpoort-Zuid, si trova invece il cimitero De Biezen, progettato dall'architetto L.P. Zocher (1820-1915).

### Mulino De Zandhaas
A Santpoort-Noord, si trova il mulino De Zandhaas, risalente al 1779.

## Eventi
Santpoort è una delle poche località dei Paesi Bassi in cui si tiene una corsa ippica annuale: la manifestazione si svolge dal 1760.